# Noley Thornton
Noley Thornton (* 30. Dezember 1983 in den USA) ist eine frühere US-amerikanische Kinderdarstellerin, die vor allem durch ihre Titelrolle als Heidi in dem gleichnamigen Fernsehfilm aus dem Jahr 1993 bekannt wurde. Außerdem war sie von 1993 bis 1995 in einer wiederkehrenden Nebenrolle in der Fernsehserie Beverly Hills 90210 zu sehen.
Inzwischen ist Noley Thornton als Produktionsassistentin und Regisseurin tätig.

## Filmografie (Auswahl)
- 1990: Danielle Steel: Der Preis des Glücks (Fine Things, Fernsehfilm)
- 1990: Der Riese aus den Donnerbergen (The Giant of Thunder Mountain)
- 1991: Zurück in die Vergangenheit (Quantum Leap, Fernsehserie, Gastauftritt)
- 1991: Rendezvous im Jenseits (Defending Your Life)
- 1992: Tequila und Bonetti (Fernsehserie, Gastauftritt)
- 1991: Raumschiff Enterprise – Das nächste Jahrhundert (Fernsehserie, Gastauftritt in der Folge Die imaginäre Freundin)
- 1992: A Private Matter (Fernsehfilm)
- 1993: Heidi (TV-Miniserie)
- 1993: L.A. Law – Staranwälte, Tricks, Prozesse (Fernsehserie, Gastauftritt)
- 1993–1995: Beverly Hills, 90210 (Fernsehserie, Rolle: Erica McKay, 10 Folgen)
- 1994: Star Trek: Deep Space Nine (Fernsehserie, Gastauftritt)
- 1994: The Martin Short Show (Fernsehserie, 3 Folgen)
- 1996: It’s Spring Training, Charlie Brown! (nur Stimme)
- 1996: Der Klient (The Klient, Fernsehserie, Gastauftritt)
- 1996: Die kleinen Reiter (The Little Riders, Fernsehfilm)
- 1998: Ein Wink des Himmels (Promised Land, Fernsehserie, Gastauftritt)